# وابل
وابل النيران أو إطلاق النار الجماعي هو تكتيك عسكري، يصطف فيه الجنود حاملي البنادق في صف واحد ويقومون بإطلاق النار معاً باتجاه قوات العدو بناءً على الأمر، يليه تكرار صفوف أخرى من الجنود لنفس المناورة بالتناوب. عادةً ما كان يُتّبع للتعويض عن عدم الدقة، وبسبب معدل النيران البطيء للبندقية الواحدة، ولقِصَر مدى السلاح، بهدف خلق أكبر تأثير ناري على العدو.

## سبب التكتيك
كان العديد من الأسلحة بعيدة المدى المبكرة تستغرق وقتًا وجهدًا كبيرين لإعادة التعبئة.

## الدولة العثمانية
استُخدم هذا التكتيك في أوروپا في أوائل القرن السادس عشر عندما اشتبك جنود الإنكشارية العثمانيون مع القوات المجرية والأوروپية في معركة موهاكس في 29 أغسطس 1526م. 
شكّل الإنكشارية، المجهزون بالبنادق، تسعة صفوف متتالية وأطلقوا أسلحتهم صفًا تلو الآخر في وضعية ركوع أو وقوف دون الحاجة إلى مساند للبنادق. 
خلافًا للاعتقاد السائد بأن نجاح العثمانيين في معركة موهاكس 1526م يعود إلى مدفعيتهم، وهو رأي أيده العديد من المؤرخين اللاحقين، فإن المصادر الأوروبية والعثمانية المعاصرة للمعركة تعزو انتصارهم إلى نجاح جنود النخبة الإنكشارية في استخدام الأسلحة النارية المحمولة. ووفقًا لمصدر ألماني، فبحلول عام 1532م، كان 90% من الإنكشارية مزودين بأسلحة نارية محمولة أثناء حملاتهم.

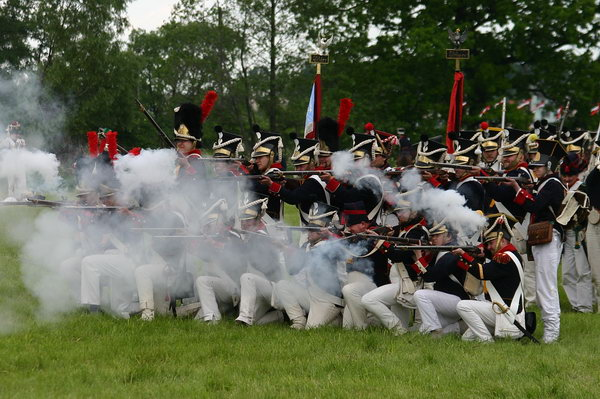
إعادة تمثيل حديث لوابل النيران في معركة راسزن (Raszyn) لعام 1809م.
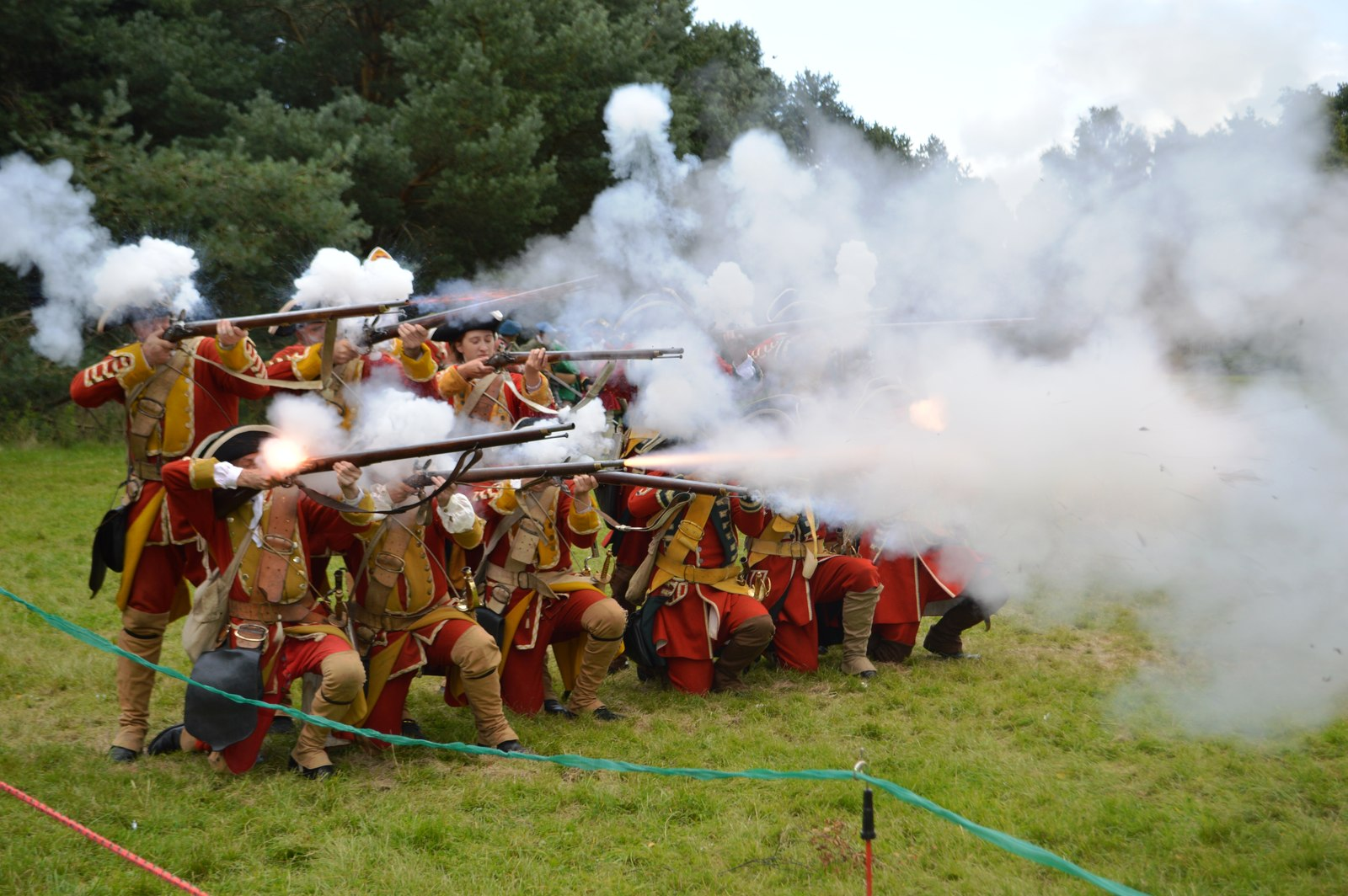
إعادة تمثيل حديث لوابل النيران.